# Policía autonómica

Mapa con las distintas policías de España.
- Grisáceo: CC. AA. sin UU. AA. (Unidades Adscritas) o sin policía independiente del CNP.
- Naranja: CC. AA. con UU. AA. del CNP.
- Marrón: CC. AA. con una policía independiente al CNP.

En España, hay comunidades autónomas que disponen de un cuerpo policial autonómico (policía autonómica) diferenciada de las FFCCSE, no adscrita a la Guardia Civil o al Cuerpo Nacional de Policía (CNP). Estos cuerpos de policía ejercen competencias exclusivas del Estado (en el ámbito de la Seguridad Pública) que han sido delegadas a las CC. AA., siempre dentro del territorio de la Comunidad Autónoma correspondiente.
Las competencias delegadas son algunas que previamente ejercían la Guardia Civil y el Cuerpo Nacional de Policía, y limitadas a las funciones de seguridad ciudadana, orden público, juego y espectáculos públicos y, en el caso de la Guardia Civil en el control del tráfico interurbano. El resto de competencias no exclusivas de las FFCCSE (policía judicial, terrorismo, protección medioambiental, rescate en montaña, etc) son compartidas por las FFCCSE con estos cuerpos regionales, pudiendo actuar indistintamente. Todo esto implica que sólo las funciones relacionadas con seguridad ciudadana (la vigilancia, actuación de respuesta inmediata, etc), el orden público (control de masas, los conocidos antidisturbios) y, en su caso, el tráfico, son asumidas completamente por las policías regionales. Así, las FFCCSE pueden seguir ejerciendo todas sus competencias en las diferentes CC. AA., tanto las compartidas como las que ejercen de forma exclusiva (resguardo fiscal, aguas territoriales, DNI y Pasaporte, normativa de armas y explosivos, fronteras, extranjería).
Los mandos de los cuerpos de policía de las CC. AA. se designarán por las autoridades competentes de la Comunidad Autónoma mediante promoción interna.

## Policías autonómicas independientes de las FFCCSSE

### Sustitutivas en Seguridad Ciudadana, Orden Público y Tráfico

#### Policía Autonómica Vasca - Ertzaintza
La Ertzaintza es la policía autonómica integral (por definición del correspondiente Estatuto de Autonomía, si bien no dispone de todas las competencias policiales existentes) del País Vasco (España). Fue creada en 1982 con Carlos Garaikoetxea como lendakari, en desarrollo del Estatuto de Autonomía del País Vasco de 1979. Es heredera de la «Ertzaña» constituida por el Gobierno de Euskadi durante la guerra civil española. En euskera, se denomina ertzaina (lit. 'cuidador del pueblo') a cada uno de los 8000 agentes del cuerpo y "ertzain-etxea" ('casa de ertzainas') a la comisaría.
Actualmente la Ertzaintza ejerce las competencias en materia de Orden Público, Seguridad Ciudadana,Prisiones,  Tráfico y Juego y Espectáculos del País Vasco. También ejerce labores de lucha antiterrorista, investigación y Policía Judicial, compartidas con las FCSE. El cuerpo depende del Departamento de Seguridad del Gobierno Vasco, cuyo responsable es Bingen Zupiria.

#### Policía Autonómica Catalana: Policía de la Generalidad - Mozos de Escuadra/Policia de la Generalitat - Mossos d'Esquadra

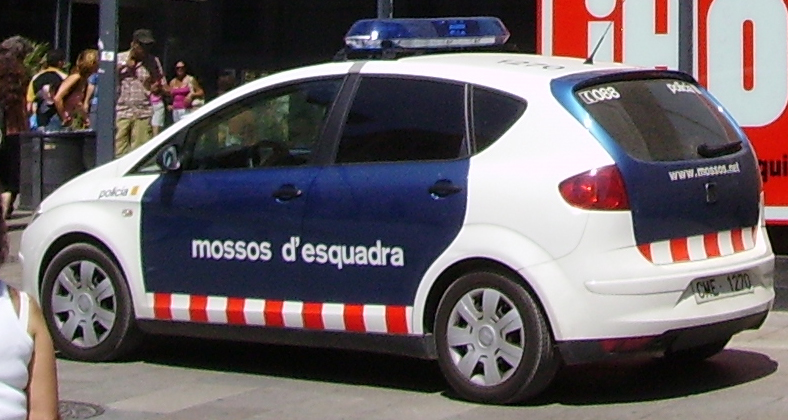
Unidad móvil de los Mozos

La Policía de la Generalidad - Mozos de Escuadra/Policia de la Generalitat de Catalunya - Mossos d'Esquadra es la policía autonómica de Cataluña (España). Fueron creados como escuadras de paisanos armados para mantener el orden público en sustitución del somatén y acabar con los reductos de migueletes (miquelets) partidarios del archiduque Carlos. Este cuerpo fue legalizado por un Real Decreto del Capitán General de Cataluña datado el 24 de diciembre de 1721, refundado como cuerpo policial con competencias de policía integral en 1983 por el Parlamento de Cataluña mediante la Ley 19/1983, de 14 de julio (por la que se crea la Policía Autonómica de la Generalidad de Cataluña). En la actualidad cuenta con unos 17 000 agentes.

### Sustitutivas en Tráfico

#### Policía Autonómica Navarra: Policía Foral de Navarra/Nafarroako Foruzaingoa
La Policía Foral de Navarra/Nafarroako Foruzaingoa es el cuerpo de policía autonómico de la Comunidad Foral de Navarra. Fue creada por la Diputación Foral de Navarra en 1928, inicialmente con el nombre de Cuerpo de Policía de Carreteras. La labor inicial del cuerpo era e control del trafico interurbano en Navarra (la vigilancia y ordenación del tráfico era competencia de la Diputación Foral de Navarra desde su creación en 1841, por sucesión en las competencias que había tenido la antigua Diputación del Reino de Navarra). Sin embargo, en 1960 la competencia de trafico interurbano fue transferido la Guardia Civil, por lo que el Cuerpo de Policía de Carreteras solo quedó autorizado a intervenir en materia de transportes. En 1964, la Diputación Foral reorganizó el Cuerpo de Policía de Carreteras, cambiando su denominación "Policía Foral de Navarra". En el año 2024, el Estado devolvió al Gobierno de Navarra la competencia la vigilancia y ordenación del tráfico, por lo que la Policía Foral recuperó en exclusividad la competencia de tráfico interurbano.
El mando supremo de la Policía Foral corresponde al Gobierno de Navarra, ejercido a través del Presidente del Gobierno de Navarra. A su vez, el consejero de interior ejerce la dirección superior del cuerpo. El jefe del Cuerpo es el comisario Juan Carlos Zapico, y en 2023 contaba con 1200 agentes. En la actualidad la Policía Foral dispone de siete Comisarías en Navarra (Pamplona-Iruña, Tudela, Sangüesa-Zangoza, Tafalla, Estella-Lizarra, Altsasu y Elizondo).

### Complementarias
Estos cuerpos de policía no sustituyen del todo a la Guardia Civil ni al Cuerpo Nacional de Policía, sino que forman un cuerpo de policía adicional para la comunidad autónoma, a diferencia del caso del País Vasco y Cataluña, donde sus cuerpos regionales tienen asumidas las  competencias en Seguridad Ciudadana, Orden Público, Juego y Espectáculos Públicos y Tráfico interurbano, delegadas por el Estado (ya que la seguridad pública es una competencia exclusiva que se delega parcialmente en las comunidades autónomas) y que las realizan en solitario.

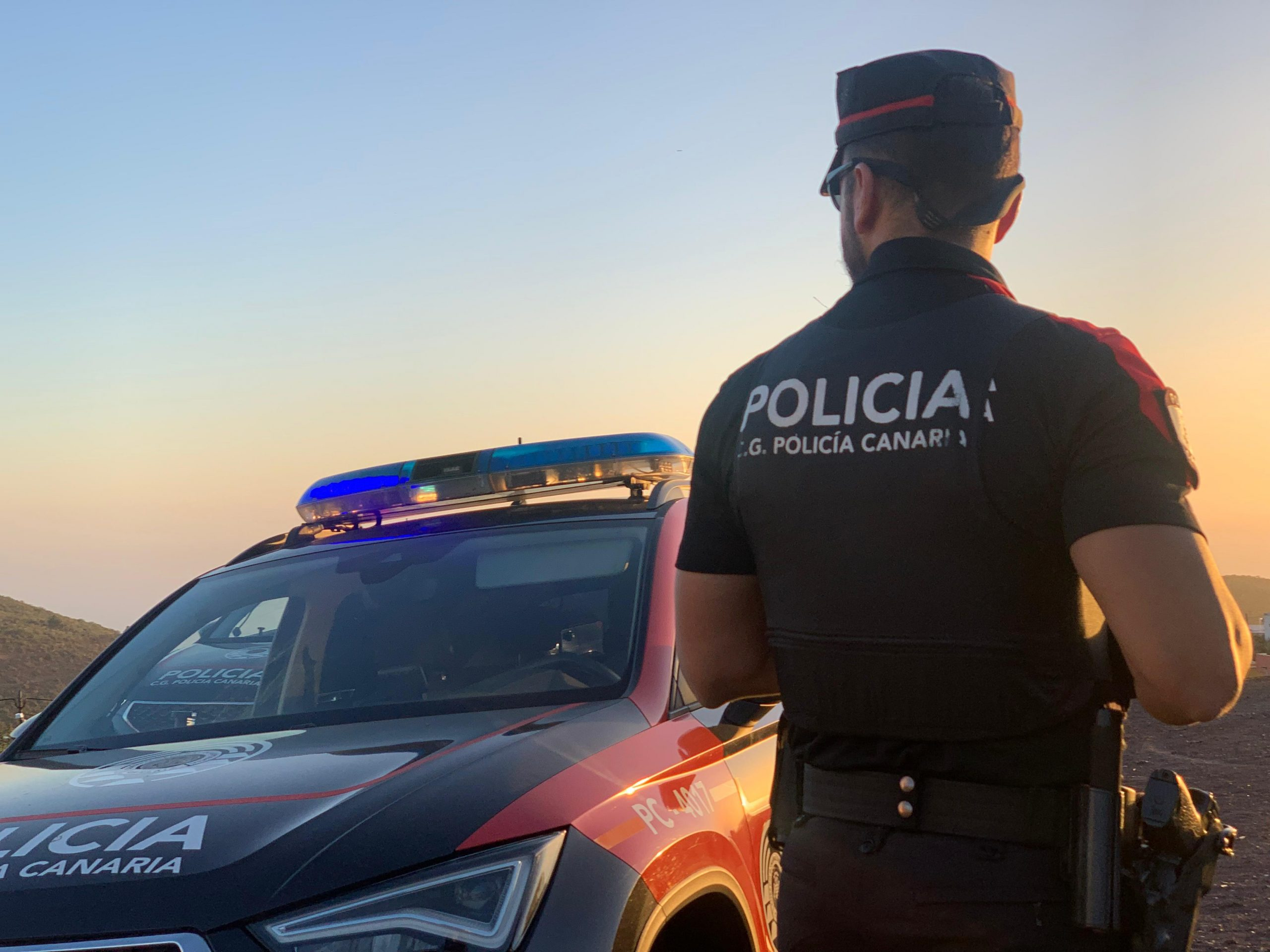
Agente del Cuerpo General de la Policía Canaria

#### Policía Autonómica Canaria: Cuerpo General de la Policía Canaria
El Cuerpo General de la Policía Canaria  (CGPC) es la policía dependiente de la Comunidad Autónoma de Canarias. Se suele confundir el término "Policía canaria", que como especifica el artículo 4 de la ley 2/2008 de 28 de mayo, del Cuerpo General de la Policía canaria, engloba tanto al CGPC como a los cuerpos de policías locales de Canarias. Actualmente está formado por 295 agentes y tienen como funciones principales, entre otras, la vigilancia y protección de personas, la inspección de las actividades sometidas a la ordenación de la CA, proteger el medio ambiente, el turismo, el transporte terrestre, el patrimonio cultural y menores. También es conocida popularmente como la guanchancha. Este término viene entre la palabra guanche y la Ertzaintza.

## Unidades del CNP adscritas a comunidades autónomas

### Policía de la Generalidad

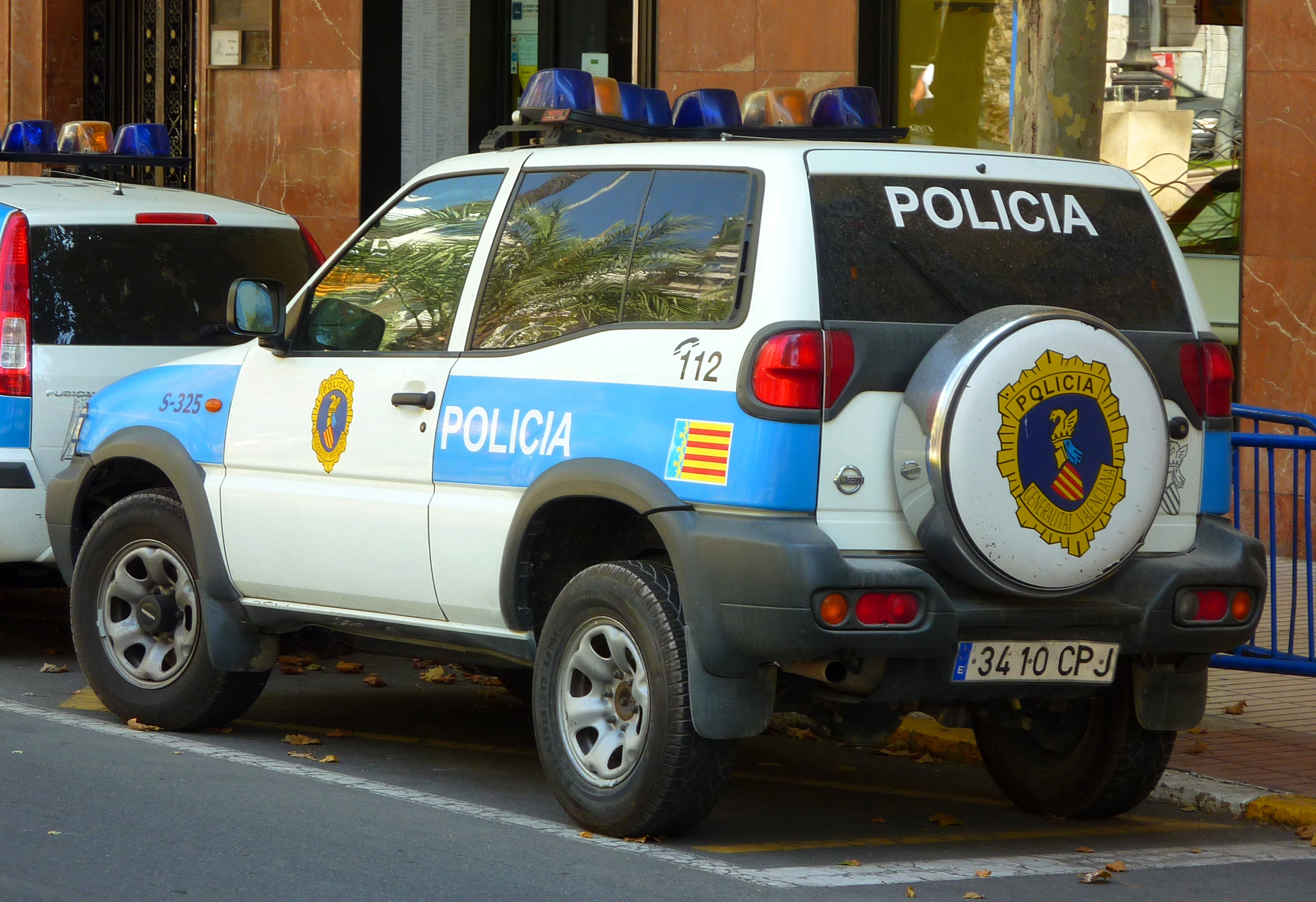
Vehículo de la Policía de la Generalidad

La Policía de la Generalidad (en valenciano y oficialmente Policia de la Generalitat), también llamada Unidad del Cuerpo Nacional de Policía adscrita a la Comunidad Autónoma de la Comunidad Valenciana o simplemente Policía Autonómica Valenciana, es una unidad de Policía Autonómica que pertenece orgánicamente al Cuerpo Nacional de Policía de España y que está asignada funcionalmente a la Comunidad Valenciana. Entró en funcionamiento en el año 1993 y actualmente cuenta con unos 500 agentes, de los cuales 350 están en la provincia de Valencia y el resto, a partes iguales, en Alicante y Castellón, es decir, 75 agentes en ambas provincias.

### Unidad de Policía de Andalucía

Escudo de la Policía de Andalucía

La Unidad de Policía de Andalucía, también llamada Policía autonómica de Andalucía, es una unidad de policía autonómica dependiente de la Consejería de Justicia e Interior de la Junta de Andalucía y de la Dirección General de la Policía a través del Ministerio del Interior. Su ámbito de actuación se circunscribe a la comunidad autónoma de Andalucía (España), con comisarías centrales en sus ocho capitales de provincia.
La uniformidad de la unidad es la perteneciente al Cuerpo Nacional de Policía, portando sobre la prenda exterior del uniforme, en el brazo derecho y en la prenda de cabeza, un emblema con el escudo de Andalucía de dimensiones reglamentarias. No obstante, tiene variantes a este uniforme para el desempeño de sus funciones en el área de medio ambiente.

### Unidad de Policía Autónoma de Galicia

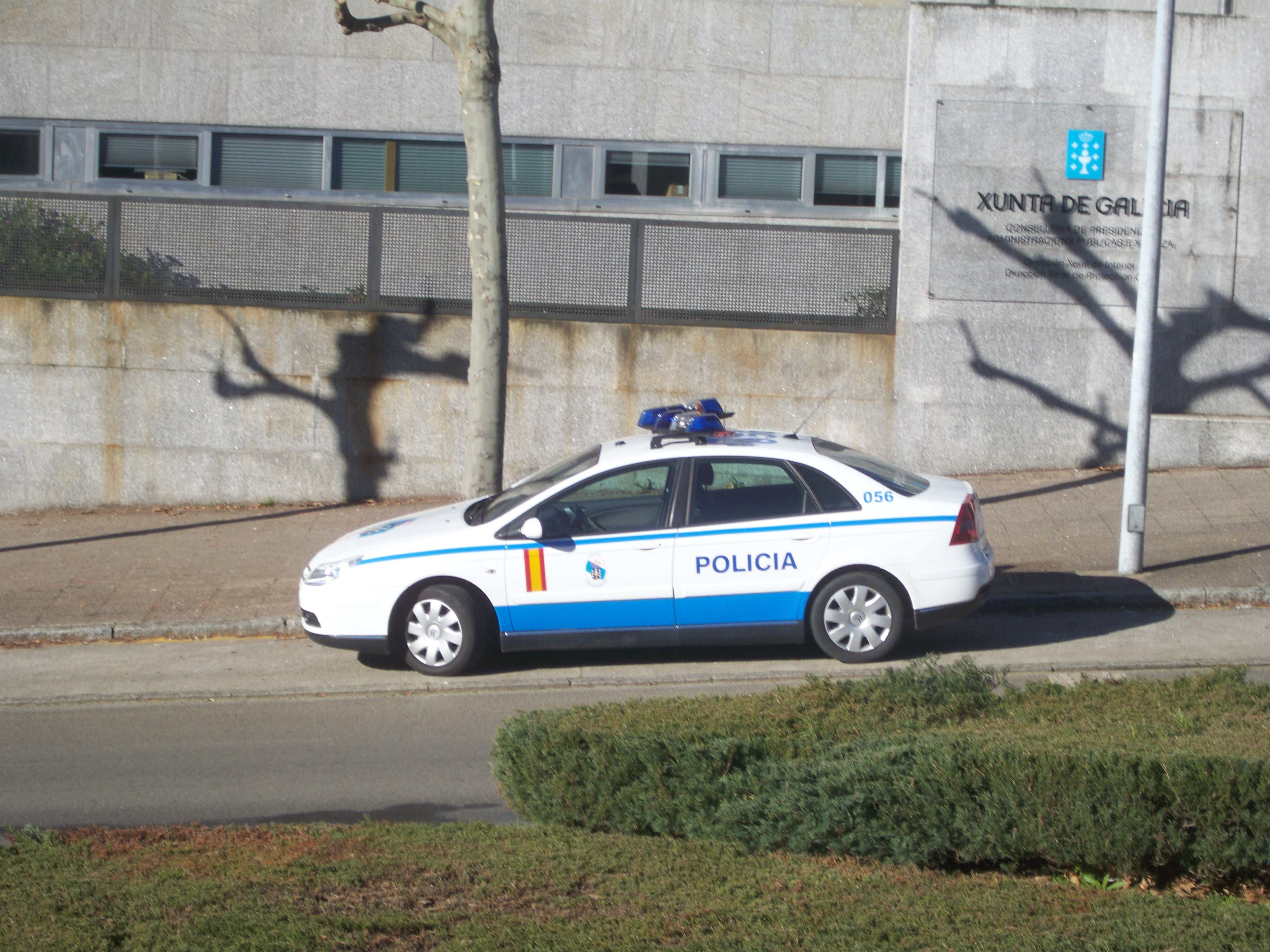
Vehículo de la Policía Autónoma de Galicia

La Unidad de Policía Autónoma de Galicia es una unidad del Cuerpo Nacional de Policía adscrita a la Comunidad Autónoma de Galicia (España). No es por lo tanto una Policía autonómica tal como son los casos de los Mozos de Escuadra, la Ertzaintza, la Policía Foral de Navarra o el Cuerpo General de la Policía Canaria.
Depende orgánicamente de la Dirección General de la Policía (Ministerio del Interior) y funcionalmente de la Dirección General de Emergencias e Interior de la Junta de Galicia, según las previsiones del artículo 27.25 del Estatuto de Autonomía de Galicia. Su Jefatura está en Santiago de Compostela.
Cuando fue creada, el 19 de junio de 1991, disponía de unos 300 agentes, siendo 407 en 2006. Los planes de la Junta en 2004 consistían en que el número de agentes llegara a 500 antes de 2007, la mitad de los cuales se ocuparía de funciones de vigilancia del tráfico. Actualmente hay 680 guardias civiles ocupándose de estas tareas en la comunidad, que recibirán la oferta de incorporarse al cuerpo autonómico.
Por otra parte, el actual gobierno de la Junta pretende que la policía autonómica asuma las mismas competencias que otras policías autonómicas españolas, sobre todo en lo referente a las actividades de policía judicial y de seguridad ciudadana.

### Unidad de Policía Autonómica de Aragón

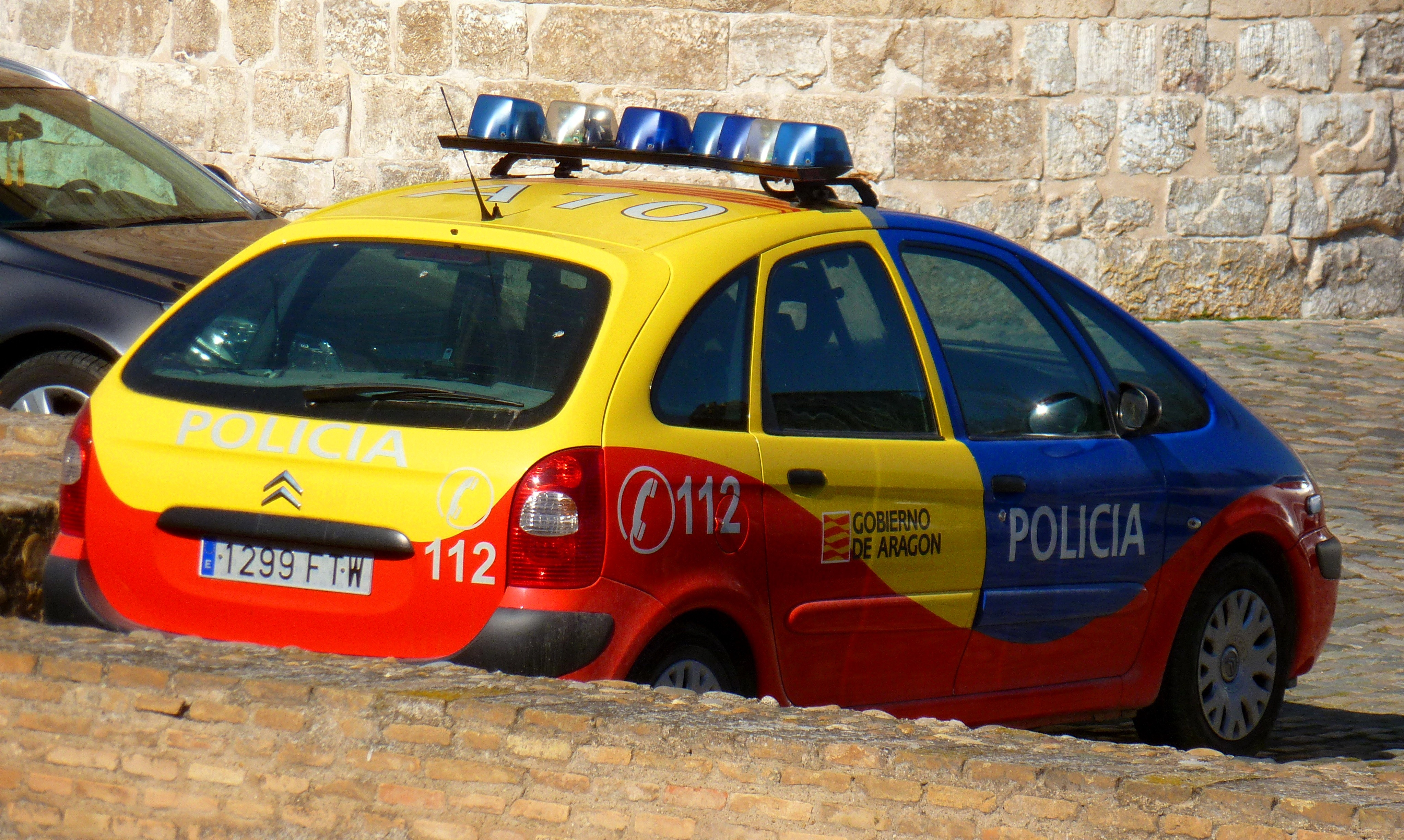
Citroën Xsara Picasso de la Unidad del Cuerpo Nacional de Policía adscrita a la Comunidad Autónoma de Aragón

La Unidad del Cuerpo Nacional de Policía adscrita a la Comunidad Autónoma de Aragón es una unidad de Policía que pertenece orgánicamente al Cuerpo Nacional de Policía de España y que está asignada a la Comunidad Autónoma de Aragón. No es por lo tanto una Policía autonómica tal como son los casos de los Mozos de Escuadra, la Ertzaintza, la Policía Foral de Navarra o el Cuerpo General de la Policía Canaria. Entró en funcionamiento en mayo de 2005.
Sus misiones son la custodia de edificios pertenecientes a la Comunidad Autónoma, la escolta de personalidades, la coordinación y control de las funciones de seguridad asignadas a las empresas de seguridad privada (que ejerzan sus funciones sólo en dicha Comunidad Autónoma) y la inspección y control del juego.
Los uniformes de la unidad adscrita son idénticos al resto de policías del cuerpo nacional, aunque llevan insignias distintivas de Aragón: un emblema con el logotipo institucional de la Diputación General de Aragón en el brazo derecho y el escudo en la gorra. Los diez vehículos que poseen también son de diferentes colores a los del cuerpo nacional.

### Unidades de Policía Adscritas extintas

#### Unidad de Policía Adscrita del Principado de Asturias

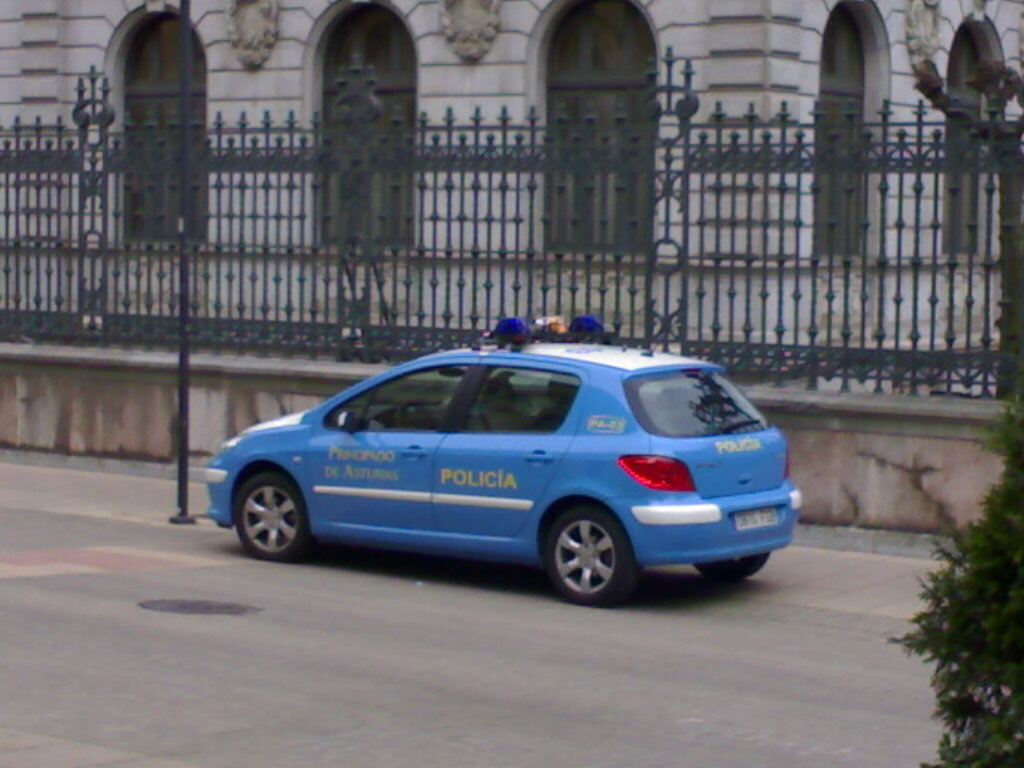
Vehículo de la policía adscrita al Principado

La Unidad de Policía Adscrita del Principado de Asturias era una unidad de Policía que pertenecía orgánicamente al Cuerpo Nacional de Policía de España y que estaba asignada a la comunidad autónoma del Principado de Asturias. No es por lo tanto una Policía autonómica tal como son los casos de los Mozos de Escuadra, la Ertzaintza, la Policía Foral de Navarra o el Cuerpo General de la Policía Canaria. Entró en funcionamiento en noviembre de 2006 y cesó sus actividades en enero de 2014 debido a desavenencias tanto políticas como económicas entre el gobierno autonómico y el estatal, siendo sus miembros reincorporados al Cuerpo Nacional de Policía.
Sus misiones eran la custodia de edificios pertenecientes al Principado, la escolta de personalidades, la coordinación y control de las funciones de seguridad asignadas a las empresas de seguridad privada y la inspección y control del juego.
Los uniformes de la unidad adscrita eran idénticos al resto de policías del cuerpo nacional, aunque llevaban insignias distintivas del Principado de Asturias: la bandera en el brazo derecho y el escudo en la gorra. Los diez vehículos que poseía también eran de diferentes colores a los del cuerpo nacional.

## Las demás comunidades autónomas
Las comunidades autónomas que no disponen de un cuerpo propio de policía autonómica, ni policía autonómica adscrita al Cuerpo Nacional de Policía, son: Baleares, Cantabria, Castilla y León, Castilla-La Mancha, Extremadura, Comunidad de Madrid, Principado de Asturias, Región de Murcia y La Rioja. De las comunidades autónomas mencionadas, aquellas cuyos Estatutos de Autonomía no prevean la creación de Cuerpos de Policía propios podrán ejercer funciones de vigilancia y protección mediante la firma de acuerdos de cooperación específica con el Estado, como el Principado de Asturias y la Comunidad de Madrid. También las ciudades autónomas de Ceuta y Melilla dependen directamente del Cuerpo Nacional de Policía. Los Estatutos de autonomía de Aragón, Galicia, Castilla y León, Comunidad Valenciana, Baleares y Andalucía les permite la creación de una policía autonómica, aunque de momento ninguna de estas comunidades ha decidido llevarla a cabo.

#### Esicam179 de la Comunidad Autónoma de Madrid

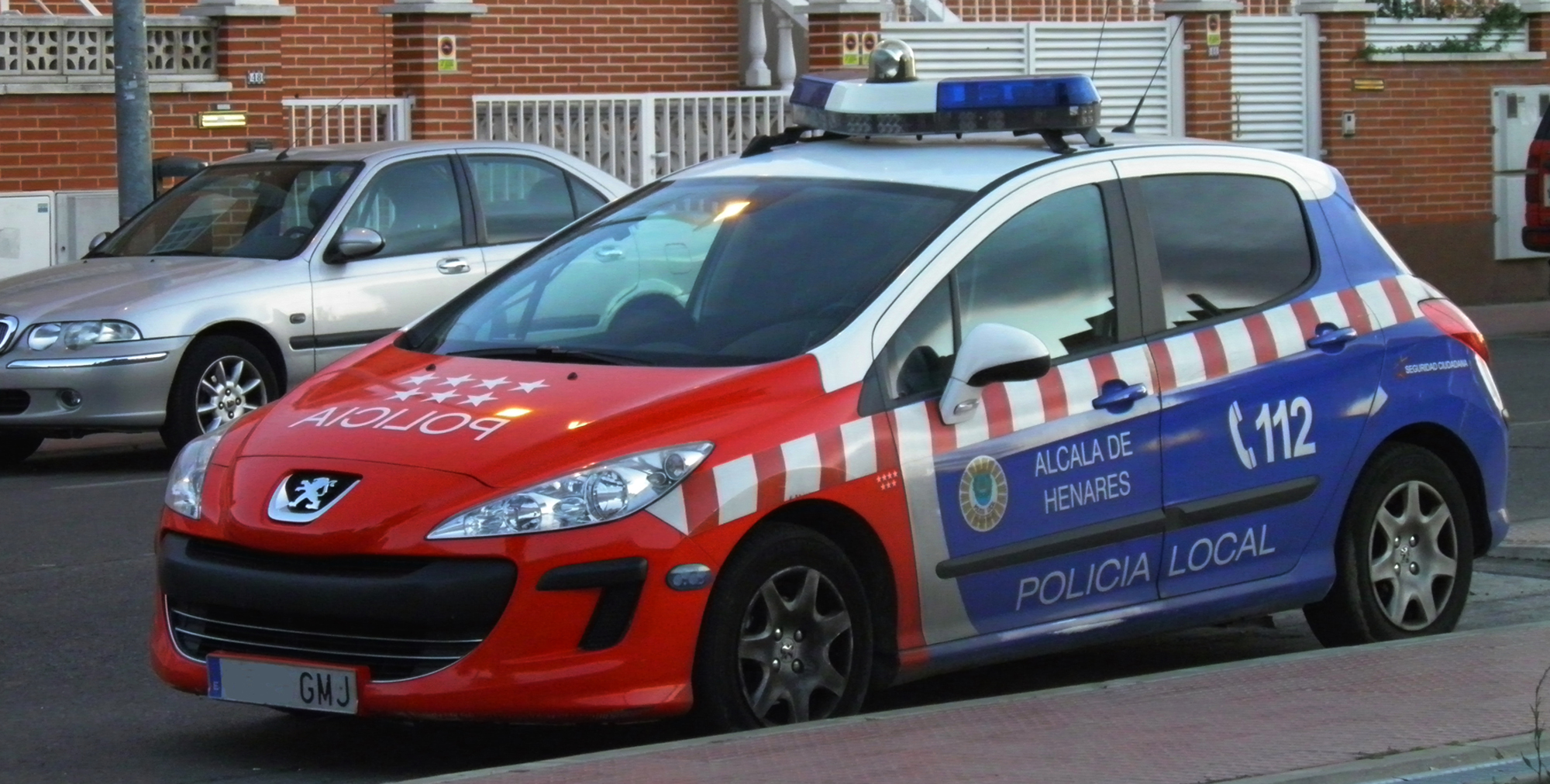
Vehículo de la BESCAM, en Alcalá de Henares.

Esicam179, anteriormente Brigadas Especiales de Seguridad (BESCAM), es la denominación que recibe un proyecto de seguridad del Gobierno regional de la Comunidad Autónoma de Madrid cuyo objetivo es financiar 2500 policías locales repartidos entre los distintos municipios de la Comunidad atendiendo a presuntos criterios técnicos, destacando especialmente los poblacionales, la situación geográfica o -en el caso de los que cuentan con menos de 25.000 habitantes- teniendo en cuenta el incremento demográfico estacional que padecen, u otros factores como la baja ratio policial, el desarrollo industrial y el crecimiento urbanístico. A principios de 2008, 2.500 agentes, repartidos en 102 localidades madrileñas que cuentan con un cuerpo de Policía Local, integraban estas brigadas.